# 業界団体
業界団体（ぎょうかいだんたい）は、ある特定の産業や業種に携わる企業そのものや経営者の個人を会員として構成される団体である。業界組織（ぎょうかいそしき）とも。
対象が幅広い産業や業種にまたがる場合は経済団体、専門職である場合は、職能団体と呼ばれる。歴史的にはギルドの流れを汲む。
会員の親睦や互助を行ったり、特定の産業や業種の団結による社会的提言や社会貢献、研究などの活動を行うための組織である。利益団体の一種である。

## 概要
業界団体の会員は、主に中規模以上の企業および下位の業界団体からなる。総務省管轄の日本標準産業分類 では同業団体と呼んで、サービス業（他に分類されないもの） > 政治・経済・文化団体 > 経済団体 に分類している。説明としては「同業者によって組織された団体で当該業界の親睦、地位・技術の向上から発展などに寄与するための活動を行う事業所」とし、信用事業又は共済事業と併せて各種の事業を行う協同組合は大分類Ｑ－複合サービス事業　に分類されている。
業界団体が作られる主な目的は、業界として利害が共通する課題に対して、企業が共同して、個々の企業の名前を表に出さずに対応することにある。最も重要な活動は、国や州などの産業政策や税制改正に関しての情報収集や行政機関・政治家への意見表明である。
他には、選挙（政党）への支援活動や政治献金の取りまとめ（政治連盟）、業界自主規制ルールの策定、業界統計の作成、標準化、業界としての社会貢献の実施と取り纏め、教育や研究、広報活動などを業務としている。
労働者（労働組合）との労使交渉の取りまとめや環境団体や当事者団体との交渉も業務の1つである。
世界では、ドイツやスウェーデンなどコーポラティズムが浸透した国々では対政府、対労働組合の関係において業界団体が日本と同様に大きな役割を果たしている。イギリスやアメリカ合衆国では一部例外を除いて業界団体の力は弱く、各企業が個別に政府の政策に関与している。
一部の国や地域では、立法府に職能代表制（職能議会）を部分的に採用しており、業界団体などの利益団体が団体の代表を議会に送っている。
特に日本の場合、業界団体によっては、自主的に結成された団体以外にも、全国貸金業協会連合会→現日本貸金業協会と、下部組織の各都道府県貸金業協会のように、根拠となる法令（この場合は貸金業の規制等に関する法律）に基づいて組織された団体もある。業界団体に公正競争規約の適切な運用を図ることを目的とし、消費者庁・公正取引委員会の認定により公正取引協議会となった団体や生活衛生関係営業の運営の適正化及び振興に関する法律で定められた同業組合（協同組合）も含まれる。また、業界団体の中には独占禁止法で事業者団体と規定されたものも含む場合がある。
日本の国会や地方議会の委員会の公聴会や中央官公庁や地方自治体が設置する審議会や懇話会などにも利害関係者としてメンバーを派遣して意見を述べさせることもある（公聴人・専門委員など）。

## 日本の主な業界団体

### 連合会
業界団体というよりも、経済団体、あるいは経営者団体と呼ばれることが多い。
- 日本経済団体連合会
- 日本商工会議所
- 全国商工会連合会
- 全国中小企業団体中央会
- 経済同友会
- 全国商工団体連合会
- 全国法人会総連合

特に、日本経済団体連合会、日本商工会議所、経済同友会の三つは、経済三団体と呼ばれている。

### 業界別団体

#### 水産・農林業
- 農林水産関連の業界団体の一覧

#### 鉱業
- 鉱業関連の業界団体の一覧

#### 建設業
- 建設関連の業界団体の一覧

#### 製造業
- 食料品
  - 食料品関連の業界団体の一覧
- 繊維製品
  - 繊維製品関連の業界団体の一覧
- パルプ・紙
  - パルプ・紙関連の業界団体の一覧
- 化学
  - 化学関連の業界団体の一覧
- 医薬品
  - 医薬品関連の業界団体の一覧
- 医療機器
  - 医療機器関連の業界団体の一覧
- 石油・石炭製品
  - 石油・石炭製品関連の業界団体の一覧
- ゴム製品
  - ゴム製品関連の業界団体の一覧
- ガラス・土石製品
  - ガラス・土石製品関連の業界団体の一覧
- 鉄鋼
  - 鉄鋼関連の業界団体の一覧
- 非鉄金属
  - 非鉄金属関連の業界団体の一覧
- 金属製品
  - 金属製品関連の業界団体の一覧
- 機械
  - 機械関連の業界団体の一覧
- 電気機器
  - 電気機器関連の業界団体の一覧
- 輸送用機器
  - 輸送用機器関連の業界団体の一覧
- 精密機器
  - 精密機器関連の業界団体の一覧
- その他製品
  - その他製品関連の業界団体の一覧
- 伝統工芸品
  - 伝統工芸品関連の業界団体の一覧

#### 電気・ガス・熱供給・水道業
- 電気・ガス・熱供給・水道関連の業界団体の一覧

#### 運輸・情報通信業
- 情報通信
  - 情報技術関連の業界団体の一覧
- 運輸
  - 陸運関連の業界団体の一覧
  - 海運関連の業界団体の一覧
  - 空運関連の業界団体の一覧
  - 倉庫・運輸関連の業界団体の一覧

#### 商業
- 卸売関連の業界団体の一覧
- 小売関連の業界団体の一覧

#### 金融・保険・先物取引業
- 銀行関連の業界団体一覧
- 保険関連の業界団体の一覧
- 証券・商品先物取引関連の業界団体の一覧
- その他金融関連の業界団体の一覧

#### 不動産業
- 不動産関連の業界団体の一覧

#### 印刷業
- 印刷業界団体

#### 出版業
- 日本の出版業の業界団体一覧

#### サービス業
- 日本のサービス業の業界団体一覧

#### 生活衛生
- 全国生活衛生同業組合中央会
- 全国生活衛生営業指導センター
- 生活衛生同業組合
- 生活衛生同業小組合
- 生活衛生同業組合連合会

#### スポーツ
- 日本のスポーツ関連団体一覧

### 規格
- 日本規格協会

### 地方別団体
- 関西経済連合会
- 北海道経済連合会
- 東北経済連合会
- 中部経済連合会
- 北陸経済連合会
- 中国経済連合会
- 四国経済連合会
- 九州経済連合会

なお、上記全国組織の下に、各都道府県単位の協会や支部を有する団体が多い。

### 消費者
- 日本消費者協会
- 全国消費者団体連絡会
- 国民生活センター
- 日本健康・栄養食品協会
- 日本環境衛生センター
- コンシューマーズ・オピニオン

### 政治
- 地方政治確立対策協議会
  - 全国知事会
  - 全国都道府県議会議長会
  - 全国市長会
  - 全国市議会議長会
  - 全国町村会
  - 全国町村議会議長会
- 特別区協議会
- 特別区長会
- 特別区議会議長会
- 指定都市市長会
- 中核市市長会
- 全国特例市市長会
- 都道府県選挙管理委員会連合会
- 全日本オンブズマンクラブ連合会